# Ion Iordache
Ion Iordache (n. 5 mai 1974, Turceni, România) este un senator român, ales în 2020 din partea PNL. 